# 中国—古巴关系

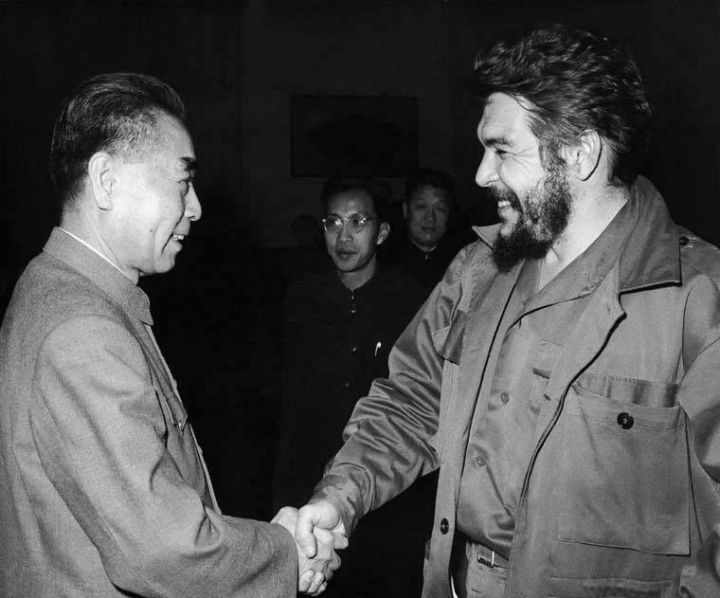
1960年11月和1965年2月，古巴领导人切·格瓦拉兩度訪華。本圖攝於1965年2月，與周恩来（中華人民共和國國務院總理）。

中国—古巴关系（西班牙語：Relaciones China-Cuba），是指中華人民共和國和古巴共和國之間的雙邊關係。中古兩國於1960年9月28日建交，古巴是第一个与中华人民共和国建交的美洲国家。政治上，两国同属社会主义国家，在意识形态领域具有高度相似性，中華人民共和國支持古巴人民反對他國干涉、維護國家主權的鬥爭，而古巴亦支持中華人民共和國在人權、台湾、西藏等问题上的立場。经济上，兩國關係建基於貿易、信貸与自1990年代起的投資等各种形式的往来。可以說，兩國的利益与目的綑綁得相當一致。
2011年，時任中共中央政治局常委、中共中央書記處書記習近平在訪問古巴期間以「好朋友、好同志、好兄弟」形容中古兩國之間的關係；中國外交部長王毅亦曾以同樣語句形容中古關係，他又表示加强中古關係是中国共產黨和中華人民共和國政府坚定不移的外交方针。古巴外交部長布魯諾·羅德里格斯·帕里利亞曾指出中古兩國传统友谊深厚，古巴方面願意加强在中國與拉美國家合作中的协调和配合。

## 歷史
19世纪中叶，大批华工移居到古巴，並在十年戰爭中為古巴人民一方而战。后清朝从1879年起设驻古巴总领事（驻夏湾拿，现哈瓦那）。1902年古巴共和國独立后，驻古巴总领事改为驻古巴钦差大臣。
因為美國的影響，古巴在內的很多拉美國家在建國之初並沒有與中華人民共和國建交，但與中華人民共和國保持頻繁的經貿關係。古巴革命後，古巴總理菲德尔·卡斯特罗於1960年9月在革命廣場宣布断绝与中華民國的外交关系，並询问廣場上的群众是否贊成古巴与中华人民共和国建交，得到全场群众的積極回應；於是中古两国在同年9月28日确认建交，古巴成為首個与中国建交的西半球国家。同年11月，古巴革命主要领导人之一切·格瓦拉访问中国，成為首名访華的古巴领导人；中古兩國並签订协议，規定中國每年從古巴进口40万吨古巴糖。

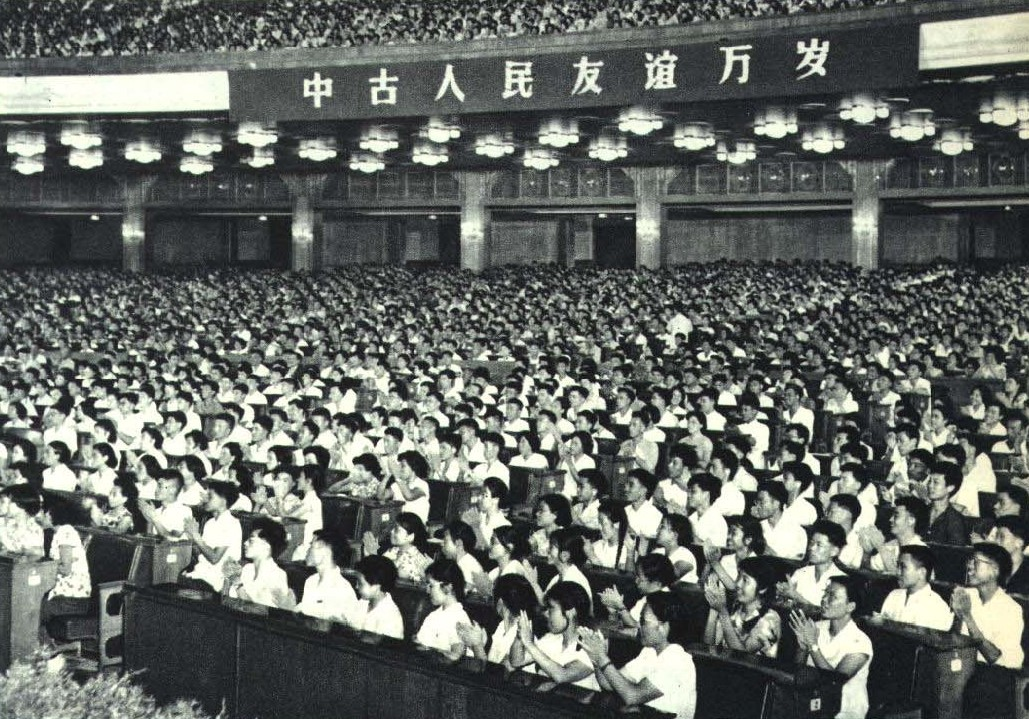
1963年7月25日，北京举行庆祝古巴革命节十周年

1962年，古巴导弹危机爆发，中国多次表示坚决支持古巴。及後，菲德尔·卡斯特罗向美国提出五个撤走苏联导弹和轰炸机的条件（五个条件分別為：所有國家停止对古巴的经济制裁、美國停止对古巴政權的颠覆活动、美國各地停止对古巴的海盗袭击、美國停止以军机和军舰侵犯古巴的领空或领海、美國归还关塔那摩基地予古巴），中国政府對卡斯特罗提出条件表示支持，與苏联意見分歧。危机完結后，時任苏共中央第一书记赫鲁晓夫在苏联最高苏维埃会议上指责中国在古巴导弹危机和中印邊境戰爭中持有的立场。而古巴则表示完全支持中国在中印邊境戰爭中的立场，和越南与阿尔巴尼亚一道成为仅有的三个支持中国的社会主义国家。
此后，中苏交惡，古巴最初在兩國的紛爭中持中立态度，但當時古巴和苏联的合作比與中國的往来更多；菲德尔·卡斯特罗幾度访問苏聯，苏聯和古巴双方表示兩国对当前国际局势有一致的估计。另外，卡斯特罗曾對国际共产主义运动中的派别和宗派活动作出谴责，又要求中苏兩國停止公开论战。但随着中苏关系的日益恶化，卡斯特罗政权出于现实的考虑，逐渐在舆论上倒向苏联一边，中国则攻击卡斯特罗政权为“修正主义”，卡斯特罗更在1965年初派遣派切·格瓦拉等高级领导人前往中国，試圖要求中国共产党為国际共产主义运动的团结而向苏联让步；結果，中古关系開始惡化，中国出口到古巴的大米減少。1966年之后，中古两国关系破裂。
1970年5月1日，古巴驻华临时代办加西亚应邀到天安门城楼观看庆祝五一国际劳动节的活动，毛泽东对他说：“要古巴不要美国佬！”这是中国要同古巴改善关系的信号。1971年1月2日，加西亚举行庆祝古巴国庆招待会，周恩来总理、李先念副总理和全国人大常委会副委员长郭沫若一同出席。80年代初，古巴驻华大使邀请中共中央对外联络部拉美局副局长杨白冰到使馆作客，希望能争取中古关系的改善，而中方作出积极回应；1987年末，古巴共产党方面主动约见中共有關人士，提出恢复两党关系，双方其後協議两党对外机构交换代表团，以踏出恢复中古关系第一步。
1993年11月，时任中共中央总书记、国家主席江泽民访问古巴，这是中国最高领导人首次访问古巴，也是江泽民在1993年3月当选中国国家主席后的首次外访。1995年12月，时任古共中央第一书记菲德尔·卡斯特罗首次访问中国，成为1959年古巴革命以来卡斯特罗首次访问中国，期间卡斯特罗参观了北京、西安、上海、深圳、广州等城市，但卡斯特罗在访华期间未能见到当时还在世的前中国最高领导人邓小平。
2014年中，古巴政府為表揚中共中央總書記兼中國國家主席习近平为促进中古关系而作的贡献、以及带领中国人民建设中国特色社会主义而取得的成就，向习近平頒授何塞·马蒂勋章。
2019年9月29日，为表彰古巴前领导人、古巴共产党中央委员会第一书记劳尔·卡斯特罗一直以来对华友好，积极促成古巴在拉美地区率先同新中国建交，是中古关系的重要奠基人、中拉关系的积极倡导者和推动者。将对华关系确立为古巴外交的优先发展方向，并坚定致力于将古中友谊发扬光大，在重大问题上坚定支持中国，高度认同习近平总书记提出的构建人类命运共同体倡议，强调中国是维护国际和平稳定、促进共同发展繁荣的关键建设性力量，支持中国在国际和地区事务中发挥更大作用，授予其中华人民共和国友谊勋章。
2019年10月10日，中共中央总书记、中国国家主席习近平分别致电古共中央第一书记劳尔·卡斯特罗和新当选的古巴国家主席迪亚斯-卡内尔，祝贺古巴第九届全国人民政权代表大会特别会议成功召开，并选举产生古巴共和国主席。习近平在贺电中指出，半个多世纪以来，中古两国人民结下深厚友谊，中古已成为真诚互信、命运与共的好朋友、好伙伴、好兄弟。习近平强调，我高度重视中古关系发展，愿同劳尔·卡斯特罗第一书记保持密切沟通，共同谱写新时代中古友谊新篇章，愿同迪亚斯-卡内尔主席一道努力，不断拓展两国合作广度和深度，推动中古关系行稳致远。
2021年，古巴爆发了反政府示威，中国外交部发言人赵立坚在例行记者会上援引联合国大会29次「以压倒性多数通过必须终止美国对古巴的经济、商业和金融封锁决议」谴责美国封锁是「造成古巴药品短缺、能源紧张等问题的根源」，並呼籲美方「全面取消对古巴封锁，为古巴人民克服疫情影响发挥积极作用」。此外中華人民共和國還反對美國就此次抗議對古巴發動的制裁。

## 經貿关系
中国是古巴第一大货物贸易伙伴，古巴是中国在加勒比地区的第二大贸易伙伴。据中国海关总署统计，2022年，中古贸易额为8.72亿美元，同比下降14.6%,其中中国进口4.58亿美元，同比增长2.8%，出口4.14亿美元，同比下降28%。中国主要出口机电、高新技术、轻纺类和化工产品等，古巴主要出口镍、食糖、酒类、废金属等。
中國在古巴有大額的投資，以改善古巴的基礎運輸設施及電力供應。於2006年年中，古巴以1.3億美元向中國採購了100輛鐵路機車。在2006年初，古巴與中國簽訂合同，採購1000輛巴士，以改善市內和跨省市交通；古巴政府又向中國採購了30,000台電冰箱，以取代舊型號。
截至2004年，中國已同意向古巴的工業設施投資5億美元；在此項目中，古巴生產商持有51%股份，中國政府的五礦集團公司則持有49%，項目由中國出口信用保險公司提供擔保。中國石油化工股份有限公司曾與古巴國有石油公司簽署協議，合作開發石油資源；2008年年中，中石化在古巴境內完成地震測，但未開始鑽探。中石化也與該公司簽訂了合同，在古巴城市比那爾德里奧的離岸地區聯合鑽油，但2008年年中後便沒有再鑽井。2005年11月，中国石油集团长城钻探工程有限公司和古巴國有石油公司又就合作鑽探石油簽訂合同。

## 文化關係

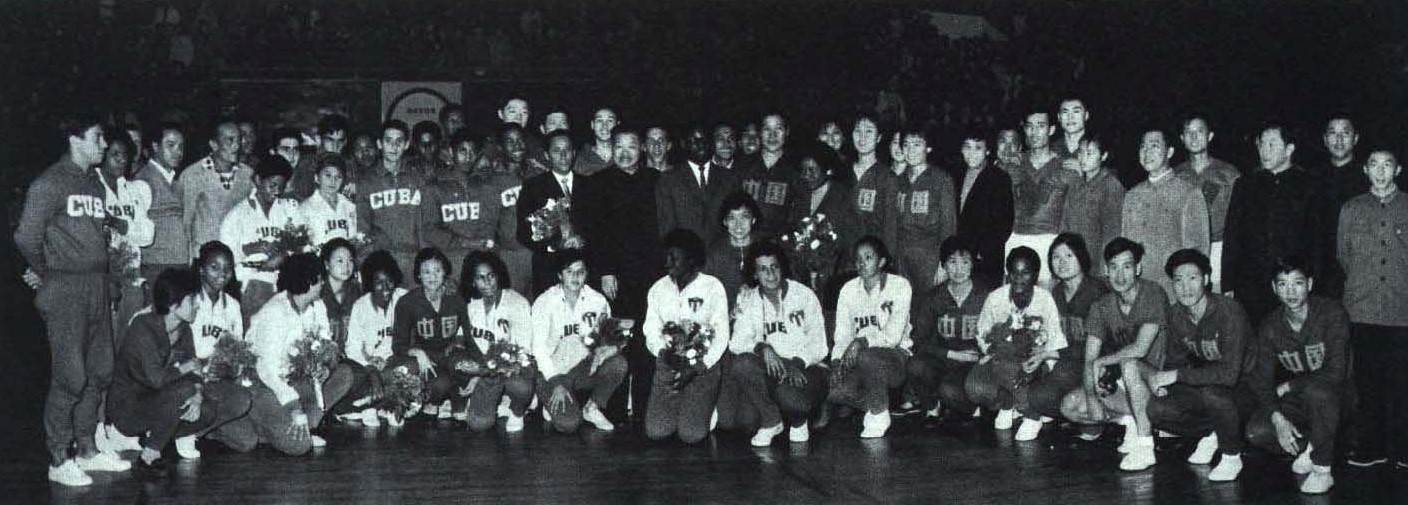
1964年4月29日 古巴青年排球队访华与中国排球队交流

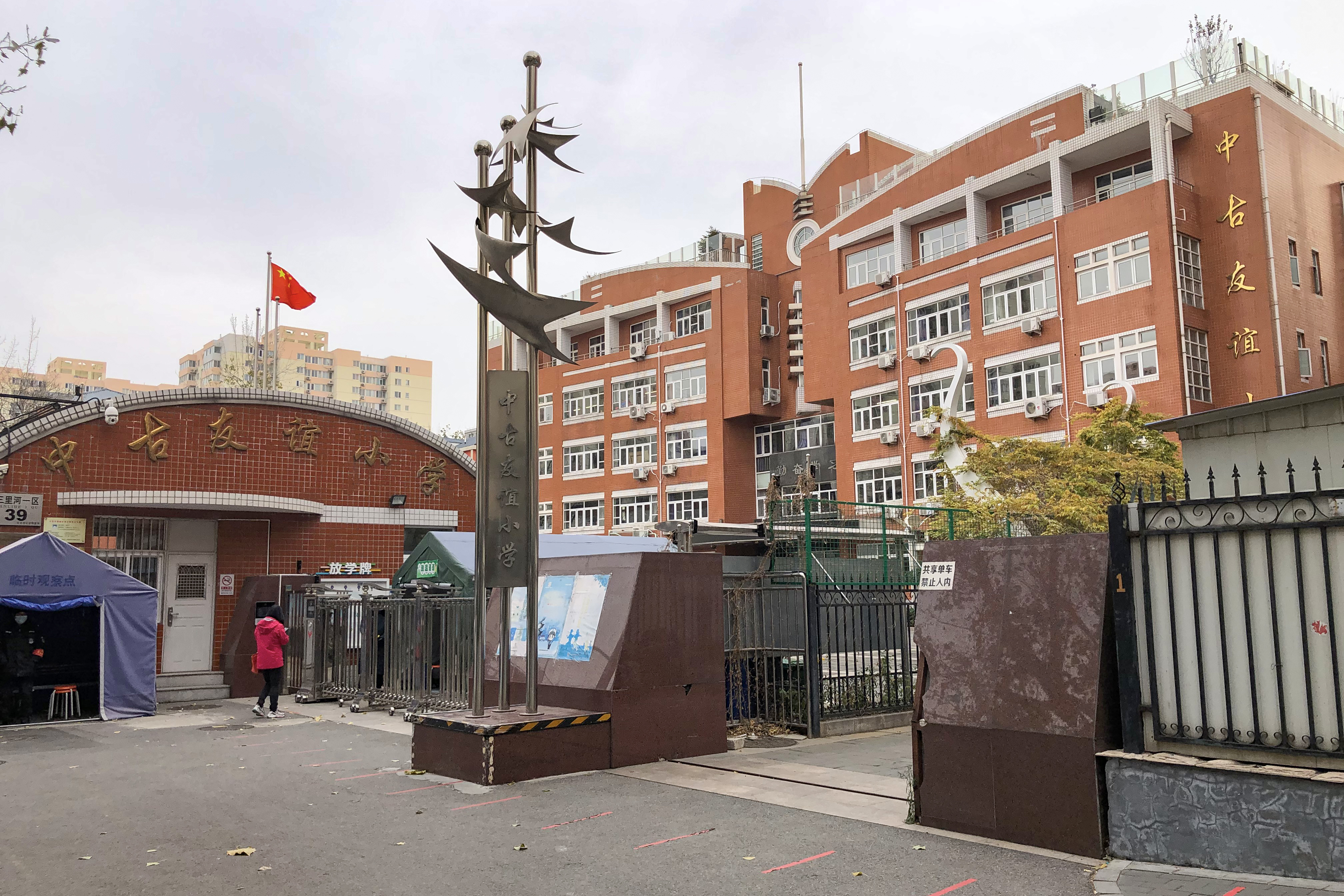
西城区中古友谊小学三里河校区

中古两国政府在建交当年已签订文化合作協議，但两国的實際文化交流不多。两国於1987年重新签署文化合作协定，并制定两国文化部的年度文化交流；在此之後，中古两国之間的文化往來逐漸密切起來，不同领域的文化交流在近年来日益增加。中国驻古巴大使张拓曾表示，中华文化已成为古巴多元文化的一部分，並受到古巴人民的喜爱；他又指文化为两国的沟通发挥了不可替代的作用。
教育方面，中古两国在1984年恢复互派留学生和互相提供奖学金名额，其中古巴向中國提供的留学生和奖学金名额持續增加，两国的教育部门更在2007年签署了教育交流协议；科研方面，中古兩國在2005年末簽署了一項協議，在未來三到五年內合作發展生物技術，而兩國截至2007年共有約200个科技合作项目。

## 外部連結
- 中華人民共和國駐古巴共和國大使館官方網站（简体中文）（西班牙文）
  - 中華人民共和國駐古巴共和國大使館經濟商務處官方網站（简体中文）
- 古巴駐華大使館官方網站（简体中文）（英文）（西班牙文）